# 川西荆芥
川西荆芥（学名：Nepeta veitchii）为唇形科荆芥属下的一个种。

## 扩展阅读
- 維基物種上的相關：川西荆芥